# 瑞蚨祥鸿记
瑞蚨祥鸿记，位于山东省济南市市中区经二路215号。是中华人民共和国山东省省级文物保护单位之一。
该地为济南瑞蚨祥总店所在，至今营业。
2013年，列入第四批山东省文物保护单位，该文物保护单位是一座近现代重要史迹及代表性建筑。